# مهمیزمرغ رنگین
مهمیزمرغ رنگین (نام علمی: Galloperdix lunulata) نام یک گونه از سرده مهمیزمرغ‌ها است.